# Reforma de la Constitución española
La reforma de la Constitución española es el procedimiento legal previsto para la modificación de la Constitución española de 1978. Dicho procedimiento está especificado en el Título X de la Constitución. Existen dos procedimientos distintos de reforma constitucional. El procedimiento ordinario está descrito en el artículo 167. El procedimiento agravado, previsto para las reformas de más relevancia, está descrito en el artículo 168.
La Constitución española ha sido reformada en tres ocasiones. La primera de ellas en 1992 para permitir el sufragio pasivo en las elecciones municipales a los extranjeros, por exigencia del Tratado de Maastricht de la Unión Europea. La segunda en 2011 para introducir el concepto de estabilidad presupuestaria, en el marco de la crisis económica de 2008. La última en 2024, con la ampliación de los derechos de las personas con discapacidad y la eliminación del término «disminuido».

## Procedimiento
La Constitución prohíbe que una reforma constitucional pueda iniciarse en tiempo de guerra o mientras esté vigente algún estado de alarma, excepción o sitio. El constituyente ha considerado que la reforma de la Constitución, sea cual sea su alcance, tiene o puede tener la suficiente transcendencia para el sistema constitucional como para que deba efectuarse en situación de normalidad política, al objeto de impedir que reacciones emocionales puedan alterar las decisiones. La limitación establecida en la propia Constitución española es, de todas formas, sumamente restringida, puesto que no se impide la tramitación de la reforma en cualquiera de sus fases, sino solo en su inicio.
Esa es la razón, sin duda, que ha llevado al legislador a excluir que pueda celebrarse cualquier referéndum, y por tanto también los de reforma constitucional, estando vigentes los estados de excepción y sitio o en los noventa días posteriores a su levantamiento. Sin embargo, tal limitación es de dudosa constitucionalidad en lo que respecta a los refrendos de reforma constitucional, al recaer sobre un procedimiento regulado en la propia Constitución sin que esta la prevea. Se ha objetado que puede servir para bloquear, mediante la declaración de uno de dichos estados, la conclusión de una reforma constitucional en marcha.
Respecto a los sujetos habilitados para iniciar el procedimiento, el artículo 166 de la CE se limita a prever que la reforma constitucional se ha de ejercer en los términos contemplados en los apartados 1 y 2 del artículo 87, esto es, en la forma establecida para la iniciativa correspondiente al procedimiento legislativo ordinario. La iniciativa de reforma constitucional corresponde al Gobierno y a cada una de las Cámaras de las Cortes, así como, con notables limitaciones, a las Asambleas de las comunidades autónomas. Queda excluida, en cambio, toda posibilidad de iniciativa legislativa popular en relación con la reforma constitucional.
El ejercicio de la iniciativa de reforma constitucional se regula en los Reglamentos parlamentarios. En lo que respecta al Gobierno, se ejerce con el mero envío del proyecto de reforma al Congreso de los Diputados para su ulterior tramitación por ambas Cámaras. En cuanto a la iniciativa parlamentaria de reforma, la Constitución la atribuye a las propias Cámaras, no a los diputados o senadores a título individual; por consiguiente, es la Cámara, al decidir la toma en consideración o no de la proposición, la que ejerce propiamente la iniciativa de reforma.
El Reglamento del Congreso prevé, como única diferencia con el procedimiento legislativo ordinario, que las proposiciones procedentes de la propia Cámara deberán ir suscritas por dos grupos parlamentarios (en vez de por uno solo) o por la quinta parte de los Diputados (lo que supone 70 diputados en vez de 15). En lo que respecta al Senado, su Reglamento atribuye la capacidad de presentar una proposición de reforma a 50 senadores que no pertenezcan a un único grupo parlamentario, frente a lo establecido para el procedimiento legislativo ordinario, que reconoce dicha capacidad a un grupo parlamentario o 25 senadores.
A las Asambleas de las comunidades autónomas se les reconoce únicamente la posibilidad de solicitar del Gobierno la adopción de un proyecto de reforma o bien remitir a la Mesa del Congreso una proposición de reforma constitucional, delegando ante dicha Cámara una Comisión de hasta tres miembros de la Asamblea encargada de su defensa. Esta posibilidad, al igual que en el procedimiento legislativo ordinario, es una mera propuesta, que no obliga ni al Gobierno a enviar un proyecto de reforma a las Cortes, ni al Congreso de los Diputados a tomar en consideración la proposición de reforma presentada por la Asamblea regional. Su posición es, por tanto, análoga a la de los parlamentarios que presentan una proposición de reforma que ha de someterse a la decisión de la Cámara para su toma en consideración, acto que constituye propiamente el ejercicio de la iniciativa de reforma. Por consiguiente, puede calificarse, a lo sumo, como una iniciativa limitada o como una propuesta de iniciativa de reforma constitucional.

### Procedimiento ordinario
El procedimiento ordinario de reforma viene descrito en el artículo 167 de la Constitución española y tiene diversas variantes. En su modalidad básica, el proyecto de reforma ha de ser aprobado por mayoría de tres quintos (3/5) de cada una de las Cámaras de las Cortes Generales. Esta mayoría se computa en relación con el número total, de iure, de sus miembros, que la práctica parlamentaria ha reducido a aquellos que hayan adquirido la condición plena de diputados o senadores respectivamente. En el caso de que exista cualquier diferencia en los textos aprobados por las dos Cámaras, se constituye una comisión mixta de composición paritaria de diputados y senadores, cuya misión es lograr un texto consensuado que ha de someterse de nuevo a ambas Cámaras para ser aprobado por la citada mayoría de tres quintos (3/5).
Hay que entender que el intento de reforma ha fracasado si el texto sometido a la votación definitiva de las Cámaras —tanto si ha sido necesario constituir una Comisión mixta como si no— es rechazado por alguna de ellas. Lo mismo ocurre si, constituida la Comisión mixta, en ella no se alcanza un acuerdo sobre el texto a someter a ambas Cámaras.
Ahora bien, la Constitución prevé una segunda modalidad para el caso de que el texto sometido a las Cámaras —con o sin intervención de la comisión mixta— sea aprobado por ambas, pero sin alcanzar en el Senado la mayoría de tres quintos (3/5) de sus miembros. En tal supuesto, y siempre que la reforma hubiera obtenido en el Senado al menos una mayoría absoluta de votos favorables, el Congreso puede aprobar la reforma si alcanza una mayoría de dos tercios (2/3). Este supuesto destaca el mayor peso del Congreso de los Diputados, que puede forzar la aprobación de la reforma aunque esta solamente obtenga la mayoría absoluta del Senado, en vez de los tres quintos de la Cámara.
La Constitución añade una tercera modalidad dentro del procedimiento ordinario, en la que se contempla la intervención del electorado. Si lo solicita la décima parte de los miembros de cualquiera de las Cámaras, la reforma ya aprobada por las Cortes Generales ha de ser sometida a referéndum para su ratificación. La solicitud ha de hacerse dentro de los quince días siguientes a la aprobación definitiva por las Cortes. La solución ideada por los constituyentes presenta grandes ventajas, ya que abre la posibilidad de apelar al electorado tanto a minorías parlamentarias relativamente modestas como a las propias fuerzas impulsoras de la reforma, si estiman que es conveniente la ratificación popular de la misma; en cambio, exime de la necesidad de una consulta popular para las reformas que cuenten con un alto consenso de las fuerzas políticas con representación parlamentaria.
La Constitución española ha sido reformada en tres ocasiones: en 1992, 2011 y en 2024, en todos los casos siguiendo el procedimiento ordinario contenido en el artículo 167 de la norma.

### Procedimiento agravado
El procedimiento agravado de reforma viene descrito en el artículo 168 de la Constitución española. Este procedimiento es obligado cuando la propuesta sea de revisión total de la Constitución o cuando, siendo parcial, afecte al Título Preliminar, a la Sección Primera del Capítulo Segundo del Título I, o al Título II. Por revisión total ha de entenderse aquella que incida de forma relevante en todas sus partes, aunque queden preceptos sin modificar. El Título Preliminar proclama los principios y valores básicos del ordenamiento constitucional. La Sección Primera del Capítulo Segundo del Título I comprende la regulación de los derechos fundamentales y las libertades públicas. El Título II regula la institución de la Corona. Por otro lado, el término afectar empleado en el art. 168.1 CE supone que requieren el procedimiento agravado todas aquellas reformas que impliquen una modificación de las partes de la Constitución incluidas en el precepto, aunque sea indirectamente y sin que se modifique expresamente su texto.
Es evidente, por tanto, que el constituyente ha efectuado una valoración de aquellos aspectos que caracterizan de manera más decisiva el sistema constitucional con respecto a los derechos y deberes fundamentales y la forma monárquica de gobierno, y ha querido que su modificación siga un procedimiento tan riguroso como el de una hipotética revisión total de la Constitución. Ahora bien, el procedimiento agravado es obligado aunque la reforma de tales partes sea parcial o de escasa relevancia y no suponga una modificación importante del sistema constitucional. 
El procedimiento agravado de reforma de la Constitución española es un procedimiento notablemente más complejo que el ordinario y supone la intervención de dos legislaturas distintas y dos consultas al electorado. En primer lugar se requiere una mayoría de dos tercios (2/3) en ambas Cámaras de las Cortes Generales para aprobar el principio de reforma constitucional. A continuación se procede a la inmediata disolución de las mismas y la celebración de elecciones generales. Las Cámaras recién elegidas deben primero ratificar la decisión, para lo cual se realiza una nueva votación que exige la mayoría simple del Congreso y absoluta del Senado. Después han de proceder al estudio del texto de la reforma constitucional, que debe ser aprobado en ambas Cámaras por mayoría de dos tercios (2/3). Una vez aprobada por las Cortes Generales, la reforma ha de ser sometida a referéndum para su ratificación.
Nunca se ha llevado a cabo la reforma de la Constitución mediante el procedimiento agravado.

## Reformas realizadas

### Reforma de 1992
El 27 de agosto de 1992 se realizó la primera reforma a la Constitución española de 1978. El 7 de julio de 1992 los grupos parlamentarios en el Congreso del PSOE, Partido Popular, Convergència i Unió, de Izquierda Unida-Iniciativa per Catalunya, del CDS, PNV y Grupo Mixto, presentaron conjuntamente una proposición de reforma que consistió en añadir, en el artículo 13.2, la expresión «y pasivo» referida al ejercicio del derecho de sufragio de los extranjeros en elecciones municipales, en 1992, para adaptar la Constitución a una exigencia del Tratado de Maastricht de la Unión Europea. Al no afectar a los artículos arriba mencionados no se disolvieron las Cortes, y al no solicitar referéndum el 10 % de diputados o senadores, éste no se celebró.

### Reforma de 2011
La reforma del 27 de septiembre de 2011 gira en torno a la modificación del artículo 135 de la Constitución, estableciendo en el texto el concepto de “estabilidad presupuestaria”, en el marco de la crisis económica de 2008.
La propuesta de reforma fue realizada el 23 de agosto de 2011 por el presidente del Gobierno José Luis Rodríguez Zapatero. La reforma contó con el apoyo de los dos partidos mayoritarios Partido Popular y Partido Socialista Obrero Español y también de Unión del Pueblo Navarro. Puesto que PSOE y PP tenían conjuntamente más del 90 % de diputados y senadores, y al tratarse de una reforma por proceso ordinario, no fue necesario un referéndum; tampoco fue solicitado por un 10 % de los representantes de una de ambas Cámaras, dentro del plazo previsto que concluyó el 27 de septiembre de 2011.
Sin embargo el resto de partidos representados en la Cámara se mostraron descontentos ante dicha reforma en la que, según ellos, no se les había llamado a la negociación lo que les llevó a acusar a ambos partidos de «romper el proceso constituyente».

### Reforma de 2024
La tercera reforma constitucional se llevó a cabo entre los años 2023 y 2024, siendo sancionada por el rey Felipe VI el 15 de febrero de 2024. Se trató de un acuerdo de mínimos entre el Partido Socialista y el Partido Popular que reformó el artículo 49 de la Constitución para sustituir el término «disminuido» por «personas con discapacidad».
La reforma contó con el voto favorable de 312 de los 350 diputados de la Cámara Baja, y de 254 de los 266 senadores de la Cámara Alta, siendo el partido Vox el único que votó en contra de la reforma. No se realizó referéndum al no solicitarlo el mínimo de legisladores necesario.

## Propuestas
Las propuestas de reforma de la Constitución son numerosas dependiendo de la posición política de los proponentes.
Para Diego López Garrido, catedrático de Derecho Constitucional y diputado por el PSOE, en 2012 señaló que la Constitución española de 1978 después de más de 30 años necesitaba reformas importantes en el sistema electoral, reforzamiento de los derechos sociales y los derechos económicos, integración de Europa en el texto constitucional y establecimiento definitivo del Estado federal. Habría que conseguir al menos, según López Garrido, delimitación entre Estado y comunidades autónomas, sistema de financiación basado en la justicia y la solidaridad y reforma del Senado para hacer una Cámara territorial.
Aparte de la reforma de la Cámara alta propuesta por el PSOE, que incluye una modificación tanto de las funciones como de la composición de la misma, en febrero de 2013 se constituyó, mediante acuerdo de todos los grupos del Senado, una ponencia compuesta por nueve senadores, para estudiar una reforma constitucional que afectara exclusivamente a las funciones del hemiciclo, iniciándose la primera reunión el 14 de mayo del mismo año, y cuyo estudio debería haber finalizado en junio. Finalmente la ponencia será, presumiblemente, presentada en septiembre de 2013.
Con motivo del proceso soberanista catalán, volvió a coger fuerza la idea de llevar a cabo una reforma constitucional en profundidad, que tratase temas como la autodeterminación, la plurinacionalidad o la constitución de un Estado plenamente federal. Tras 6 años desde la última reforma, un acuerdo entre el Partido Popular y el Partido Socialista permitió la creación de una comisión parlamentaria para el estudio del modelo territorial y posterior reforma de la Constitución.
En noviembre de 2017, una docena de catedráticos de Derecho Constitucional y Administrativo, entre los que destacaban Santiago Muñoz Machado y Eliseo Aja, presentaron un documento titulado «Ideas para una reforma de la Constitución» en la sede de la Real Academia de Ciencias Morales y Políticas de Madrid.